# Hortense Raky
Hortense Raky, verehelichte Hortense Paryla (* 27. August 1918 in Berlin; † 25. September 2006 in Wien) war eine österreichische Theater- und Filmschauspielerin.

## Leben
Die Tochter von Anton Raky (1868–1943) studierte von 1932 bis 1934 am Max Reinhardt Seminar in Wien. Bereits 1934 trat sie erfolgreich am Theater in der Josefstadt in Die Prinzessin auf der Leiter (Meine Schwester und ich) auf (Regie: Otto Preminger). Im November 1934 spielte sie an derselben Bühne gemeinsam mit ihrem späteren Ehemann, Karl Paryla, in Carl Zuckmayers Der Schelm von Bergen. sowie in Sidney Kingsleys Menschen in Weiß (Men in White) (Regie: Otto Preminger).
Der bekannteste Film, für den sie vor der Kamera stand, ist Burgtheater aus dem Jahr 1936. Im Jahre 1937 ging sie zu Filmaufnahmen nach Budapest und trat 1938 in Amsterdam und Schevingen im Exilkabarett Theater der Prominenten auf. Im gleichen Jahr emigrierte sie in die Schweiz. Dort war sie am Zürcher Schauspielhaus engagiert. Nach dem Zweiten Weltkrieg war Raky an deutschen Theatern beschäftigt, unter anderem ab 1957 am Deutschen Theater in Ost-Berlin, wohin sie gemeinsam mit ihrer Familie umgezogen war. Als eine ihrer herausragendsten Bühnenrollen gilt die Darstellung der Millerin in Friedrich Schillers Kabale und Liebe (1965).
In den 60er Jahren spielte sie an den Münchener Kammerspielen unter Fritz Kortner in Richard der Dritte und in Die Zwiesprache sowie unter August Everding in Herr Puntila und sein Knecht Matti.
Von 1939 bis zu seinem Tod im Jahre 1996 war Raky mit dem österreichischen Schauspieler und Regisseur Karl Paryla (1905–1996), älterer Bruder des Schauspielers und Regisseurs Emil Paryla, verheiratet. Die zwei aus dieser Ehe hervorgegangenen Söhne sind ebenfalls Schauspieler geworden: Nikolaus Paryla (* 1939) und Stephan Paryla-Raky (* 1948); ihre Nichte Katja Paryla war gleichfalls Schauspielerin und Regisseurin. 
Hortense Raky wurde im ehrenhalber gewidmeten Familiengrab ihres Ehemannes auf dem Wiener Zentralfriedhof bestattet.

## Filmografie
- 1936: Das Frauenparadies[5]
- 1936: Burgtheater[6]
- 1938: Roxy und das Wunderteam
- 1956: Gasparone
- 1972: Briefe von gestern (TV)
- 1974: Verurteilt 1910 (TV)
- 1977: Die Emmingers (TV-Serie)

### Synchronsprecherin
- 1938: Als Synchronsprecherin sprach und sang Hortense Raky das Schneewittchen in Schneewittchen und die sieben Zwerge (1937), der ersten  deutschsprachigen Synchronfassung des Zeichentrickfilms von Walt Disney. Diese Produktion erfolgte in Amsterdam.

## Auszeichnungen
- 1979: Josef-Kainz-Medaille der Stadt Wien